# NICA
NICA (англ. Nuclotron-based Ion Collider fAcility) — сверхпроводящий коллайдер протонов и тяжёлых ионов, строящийся с 2013 года на базе Лаборатории физики высоких энергий (ЛФВЭ) им. В. И. Векслера и А. М. Балдина Объединённого института ядерных исследований (ОИЯИ), в городе Дубна Московской области.
Ускорительный комплекс создаётся с целью исследования области физики частиц в ранее недоступной области параметров и условий эксперимента — получение интенсивных пучков тяжёлых ионов и поляризованных ядер с целью поиска смешанной фазы ядерной материи и исследования поляризационных эффектов в области энергий до {\displaystyle {\sqrt {s_{NN}}}} = 11 ГэВ/нуклон.

## Задачи
Одна из основных научных задач проекта NICA — исследование фазовой диаграммы сильно сжатой барионной материи в лабораторных условиях. Подобная материя существует лишь в нейтронных звёздах и ядрах сверхновых звёзд, в то время как на ранних стадиях существования Вселенной наблюдаемая материя имела исчезающе малую барионную плотность. Для создания материи с высокой плотностью в лабораторных условиях используется столкновение тяжёлых ионов, в которых значительная часть энергии пучка расходуется на возникновение новых адронов и возбуждение резонансов, свойства которых могут быть заметно модифицированы окружающей горячей и плотной средой. При очень высоких температурах или плотностях эта смесь адронов разбивается на составные части — кварки и глюоны, образуя новое агрегатное состояние материи — кварк-глюонную плазму.
Новый ускорительный комплекс NICA будет обеспечивать пучки различных частиц с широким спектром параметров. Планируется осуществлять прикладные и фундаментальные исследования в таких областях науки и технологии, как:
- радиобиология и космическая медицина;
- терапия раковых заболеваний;
- развитие реакторов, управляемых пучком ускорителя («производство энергии» с подкритичной сборкой), и технологий трансмутации отходов ядерной энергетики;
- тестирование радиационной стойкости электронных устройств.

## Комплекс
Основными элементами комплекса NICA являются:
- Инжекционный комплекс поляризованных протонов и дейтронов (источник, линейный ускоритель ЛУ-20)
- Инжекционный комплекс тяжёлых ионов (источник типа КРИОН, линейный ускоритель HILAc)
- Бустерный синхротрон (предускорительное кольцо)
- Нуклотрон (предускорительное кольцо)
- Кольца коллайдера
- Электронное охлаждение
- Криогенный комплекс
- Фабрика магнитов (производство магнитов для комплекса NICA и FAIR)
- Чистая комната (производство трековых систем для детекторов)

## Детекторы
Детектор MPD (англ. Multi-Purpose Detector) предназначен для проведения экспериментов в области релятивистской ядерной физики при столкновениях пучков ядер тяжёлых элементов (золота), ядер тяжёлых элементов с протонами и протон-протонных столкновениях.
Детектор SPD (англ. Spin Physics Detector) предназначен для проведения экспериментов по физике спина при столкновениях пучков ядер лёгких элементов.
Детектор BM@N (англ. Baryonic Matter at Nuclotron). Целью эксперимента является изучение взаимодействия релятивистских пучков тяжёлых ионов с фиксированными мишенями. Является первым экспериментом на ускорительном комплексе NICA-Нуклотрон.
Ariadna — облучательная станция

## Ход строительства
По состоянию на 1 февраля 2018 года выполнено 37 % общего объёма работ по созданию базовой конфигурации. В начале 2020 года Владимир Путин сообщил, что коллайдер заработает до конца 2022 года.
В июне 2024 начаты работы по технологическому пуску ускорителя. По информации официального сайта ОИЯИ физический пуск намечен на рубеж 2024—2025 годов.
20 декабря 2024 года завершился один из этапов пусконаладочных работ детектора MPD: сверхпроводящий соленоид (центральный магнит) впервые охладили до рабочих температур 4,5-5 К (−268,65 — −268,15 °C) и проверили его на наличие течей.
По состоянию на январь 2025 года инженерное оборудование систем водяного охлаждения и электропитания готово к вводу в эксплуатацию коллайдера и детектора MPD. Подготовлены сателлитные рефрижераторы и компрессорное оборудование для системы криогенного обеспечения, установлены и протестированы криогенные трубопроводы для подачи жидкого гелия в коллайдер.
По состоянию на январь 2025 года, начало работ с пучком в кольце коллайдера NICA отложено на лето 2025 года.